# Crocanthemum argenteum
Crocanthemum argenteum är en solvändeväxtart som beskrevs av Janchen. Crocanthemum argenteum ingår i släktet Crocanthemum och familjen solvändeväxter. Inga underarter finns listade i Catalogue of Life.